# Nervio (náutica)
En náutica, un nervio es un cabo de cáñamo o cable de alambre que se utiliza a bordo con distintos objetos:
1. Para envergar las velas cuadras, a cuyo fin corre de penol a penol por la parte alta de la verga sujeto con grampas, y en él se amarran los envergues. A veces en vez de un cabo es una cabilla de hierro.
2. Para envergar las velas de cuchillo. En este caso la unión de la vela al nervio se hace mediante garruchos, de modo que pueda correr a lo largo de él.
3. Para sujetar lateralmente los toldos, y entonces es un fuerte cabo, cable o cadena que se tesa sobre unos candeleros colocados en las bandas.